# Grimstrup Kirke
Grimstrup Kirke er en kirke på den østlige side af byen Grimstrup nordøst for Esbjerg.
- Blændet romansk dør på sydsiden
- Romansk vindue på sydsiden
- Genbrugte romanske vinduesoverliggere på tårnets sydside